# Begraafplaats Soesterkwartier
De Begraafplaats Soesterkwartier is de oude algemene begraafplaats in de stad Amersfoort in Nederland. Het terrein van 2,2 hectare groot ligt tussen de Soesterweg, Noordewierweg, Willibrordusstraat en Tulpstraat in de wijk Soesterkwartier en is omsloten door een hek. Voor de ingang ligt een plantsoen.
De begraafplaats is aangelegd in 1895 in de Engelse landschapsstijl, maar met zichtassen, naar ontwerp van de landschapsarchitect Hendrik François Hartogh Heys van Zouteveen (1870-1943).
Het poortgebouw, de enige toegang naar de begraafplaats, is ontworpen door de Amersfoortse stadsarchitect Willem Hendrik Kam. In dit gebouw zijn zowel de ontvangstruimte en aula als een dienstwoning opgenomen.
De begraafplaats ("aanleg") en het gebouw zijn sinds het jaar 2000 beschermd als rijksmonument.